# …and poems for the unborn
«…and poems for the unborn» — второй студийный альбом шведской инди-поп группы Sandy Mouche, выпущенный в январе 2006 года в Швеции, Бельгии и Австралии. Альбом также был выпущен во Франции на лейбле «Martingale». Песни на альбоме исполнены на английском и французском языках.
Песня «Spiderweb Suit» вошла в саундтрек к фильму «New York Waiting» (2006).

## История записи
Альбом записывался на студии продюсера и бас-гитариста Roxette Кристофера Лундквиста «Aerosole Grey Machine» в Валларуме, Сконе, на юге Швеции. Запись и микширование альбома были закончены в течение 10 дней летом 2005 года. Выпуск альбома финансировался самими музыкантами.
В США альбом вышел 4 июля 2006 года на лейбле «Rajon».

## Музыканты
- Хелена Юсефссон — вокал
- Мартиник Юсефссон — вокал, гитара
- Ула Блумгрен — гитара
- Пер Блумгрен — ударные

## Список песен
1. Une Histoire (2:27)
2. In the Sand (3:28)
3. Spiderweb Suit (3:50)
4. Fat (3:02)
5. Fish Tale (4:06)
6. Baby Can´t Stop (3:33)
7. Laisse les anges te protéger (3:22)
8. Le Mistral (3:50)
9. Chimney Hole (3:56)
10. Evening Wake, Morning Flake (3:17)
11. Fairies & Elves (5:10)
12. Angel On the Ground (1:50)

## Синглы
- Une Histoire (22 августа 2005 года)
  - Une Histoire (2:31)
  - Une Histoire (Remix) (3:59)
- In the Sand (19 октября 2005 года)
  - In The Sand (3:28)
- Spiderweb Suit (16 декабря 2005 года)
  - Spiderweb Suit (3:50)
- Baby Can’t Stop (3 января 2006 года)
  - Baby Can’t Stop (3:33)

## Отзывы критиков
- Крупнейшая шведская газета «Aftonbladet» называет свою рецензию на альбом группы «Талантливые и амбициозные». Спродюсированный Кристофером Лундквистом альбом называется «несомненно талантливым» и имеющим «амбиции стать личным». Голос Хелены Юсефссон «красиво переливается через весь альбом». Тем не менее, критики отмечают, что сами песни не такие сильные, как их аранжировки. Лучшая песня на диске: «Fish Tale»[2].
- Музыкальный критик шведской газеты «Expressen» Андерс Нунстед публикует рецензию на альбом и называет группу «супер милой». Он сравнивает звучание коллектива с первыми альбомами группы The Cardigans — «Emmerdale» и «Life», а также отмечает, что Франс Галль и Берт Бакарак, вероятно, оказали большое влияние на музыкантов. Нунстед также отмечает мягкость мелодий, однако тут же пишет: «это симпатично, но не привлекательно». Альбом получил оценку 2 из 5[3].
- Известный шведский журналист и музыкальный критик Йан Градвалль[швед.] оценивает альбом на 3 из 5. Вокалистку Хелену Юсефссон критик описывает как «фею, спрятавшуюся за камнем, покрытым мхом» и предполагает, что в следующем году Юсефссон совершит прорыв в шведской музыке. Альбом Градвалль сравнивает с тонированным полотном художника Йона Бауэра, а звучание — с группой Prefab Sprout. Критик также отмечает, что голос Юсефссон — «проходит красной нитью сквозь [недавно вышедший] альбом Пера Гессле „Son of a Plumber“. Именно её голос предает альбому неповторимое звучание своего рода невесомая поп-музыка с французским ароматом 1960-х годов». Упоминается также о том, что в следующем году (2007) Юсефссон выпустит свой первый сольный студийный альбом под руководством самого Пера Гессле и продюсера Кристофера Лундквиста[4].
- Шведская ежедневная газета «Svenska Dagbladet» публикует анонс выхода альбома в декабре 2005 года[5]. После выхода пластинки обозреватель Дан Бакман (Dan Backman) оценивает её на 4 из 5. В своём обзоре он пишет, что Хелена Юсефссон «пишет прекрасные песни и в её голосе есть прекрасная, абсолютно захватывающая дух уязвимость». Стиль музыки на альбоме критик называет «романтичным, пушистым и мягким роком из 1960-х». Он сравнивает творчество Sandy Mouche с шотландской группой Pearlfishers и с канадской Heavy Blinkers, отмечая в то же время, что у шведских музыкантов есть свой «мечтательный» стиль. Особенно отмечается песня «Fairies & Elves» — Бакман пишет, что она такая «красивая и приятная, что хочется пустить слезу»[6].
- «Svenska Dagbladet» публикует статью о выходе дебютного сольного альбома Хелены Юсефссон. В ней корреспондент Гарри Амстер рассказывает о карьере певицы и, в частности, о её работе в Sandy Mouche. Так, Амстер пишет о выходе «…and poems for the unborn» и называет стиль группы «сага поп» — «иногда группа звучит как Бьорк, которая встретила [группу] ABBA»[7].